# Intransitiv i grønlandsk grammatik
Intransitiv er noget verber kan være og det betyder, at der ikke er noget genstandsled (f.eks. 'sinippoq' han sover). Dette er i modsætning til transitiv, hvor et objekt er genstand for handlingen.
Intransitiv bruges dog også til at vise et ubestemt objekt, som er beskrevet i instrumentalis (nik) kasus. (f.eks. 'iipilimik nerivoq' han spiser et æble)
 Der er for få eller ingen kildehenvisninger i denne artikel, hvilket er et problem. Du kan hjælpe ved at angive troværdige kilder til de påstande, som fremføres i artiklen.

| Sprog | Spire Denne artikel om sprog er en spire som bør udbygges. Du er velkommen til at hjælpe Wikipedia ved at udvide den. |